# Trachelopachys camarapi
Espèce
Trachelopachys camarapi est une espèce d'araignées aranéomorphes de la famille des Trachelidae.

## Distribution
Cette espèce est endémique du Pará au Brésil,. Elle se rencontre vers Portel.

## Description
Le mâle holotype mesure 3,48 mm et la femelle paratype 3,27 mm.

## Étymologie
Son nom d'espèce lui a été donné en référence au lieu de sa découverte, le rio Camarapi.

## Publication originale
- Pantoja, Saturnino & Bonaldo, 2021 : « A new species of Trachelopachys Simon, 1897 (Araneae: Trachelidae) from Amazonia. » Zootaxa, no 4903(3), p. 448-450.